# Aulo Egrilio Plariano
Aulo Egrilio Plariano (en latín: Aulus Egrilius Plarianus) fue un senador romano que vivió a finales del siglo I y principios del siglo II, y desarrolló su cursus honorum bajo los reinados de Trajano y Adriano. Fue cónsul sufecto en el año 128 junto con Quinto Planio Sardo Lucio Vario Ambíbulo, siendo el primero de su familia en alcanzar el consulado (Homo novus).

## Orígenes familiares
Plariano provenía de la gens Egrilia, una familia prominente de la ciudad de Ostia, conocida por las numerosas inscripciones recuperadas de esa ciudad portuaria de Roma. Su padre era Aulo Egrilio Rufo, un decurión, atestiguado como duovir y flamen Romae et Augusti; su madre era Plaria Vera. A través de la familia de su madre, los Plarii, Plariano pudo trazar una conexión familiar con la familia patricia de los Acilios Glabriones: Manio Acilio Glabrión, cónsul ordinario en el año 91, se había casado con Arria Plaria Vera Priscila, otro miembro de la gens Plaria. Plariano tenía al menos un hermano, Marco Acilio Prisco Egrilio Plariano, cónsul sufecto alrededor del año 132.

## Carrera política
Su cursus honorum no se conoce completamente. Plariano está atestiguado como prefecto del aerarium Saturni desde el año 123 al 125, cuando su hermano lo sucedió en ese cargo. Plariano luego obtuvo el consulado en el año 128. Ambos hermanos son dos de los numerosos patrocinadores de Ostia.

## Familia
Aunque el nombre de su esposa aún no se ha descubierto, se sabe que Plariano tuvo un hijo, también llamado Aulo Egrilio Plariano, que fue prefecto del aerarium militare, pero no fue cónsul por razones desconocidas.